# Nola bananae
Nola bananae is een vlinder uit de familie visstaartjes (Nolidae). De wetenschappelijke naam van deze soort is voor het eerst geldig gepubliceerd in 1920 door Holland.
De soort komt voor in tropisch Afrika.